# Copa Julio Roca 1945
Copa Julio Roca 1945 - turniej towarzyski o puchar Julio Roca odbył się po raz szósty w 1945 roku. W turnieju uczestniczyły zespoły: Argentyny i Brazylii.

## Mecze
| 16 grudnia São Paulo |  | Brazylia | 3 | - | 4 | Argentyna |

| 20 grudnia Rio de Janeiro |  | Brazylia | 6 | - | 2 | Argentyna |

| 23 grudnia Rio de Janeiro |  | Brazylia | 3 | - | 1 | Argentyna |

## Końcowa tabela
| M | Reprezentacja | L.m. | Zw. | Rem. | Por. | Bramki | R.br. | Pkt |
| 1 | Brazylia      | 3    | 2   | 0    | 1    | 12:7   | +5    | 4   |
| 2 | Argentyna     | 3    | 1   | 0    | 2    | 7:12   | -5    | 2   |

Triumfatorem turnieju Copa Julio Roca 1945 został zespół Brazylii.